# Geckobia haplodactyli
Geckobia haplodactyli är en spindeldjursart som beskrevs av Womersley 1941. Geckobia haplodactyli ingår i släktet Geckobia och familjen Pterygosomatidae. Inga underarter finns listade i Catalogue of Life.